# Земянске Сади
Земянске Сади (словац. Zemianske Sady) — село в окрузі  Ґаланта Трнавського краю Словаччини. Площа села 8,05 км². Станом на 31 грудня 2015 року в селі проживав 861 житель.

## Історія
Перші згадки про село датуються 1156 роком.

## Населення
| Рік:            | 1994. | 2004.   | 2014.   | 2024.   |
| --------------- | ----- | ------- | ------- | ------- |
| Кількість осіб: | 852   | 880     | 859     | 852     |
| Різниця:        |       | +3,28 % | -2,38 % | -0,81 % |

| Рік:            | 2023. | 2024.   |
| --------------- | ----- | ------- |
| Кількість осіб: | 849   | 852     |
| Різниця:        |       | +0,35 % |